# Ounetanè Toqef
Ounetanè Toqef est un silouq (he), poème récité avant la sanctification publique du nom divin, lors de l’office supplémentaire des deux jours de Rosh Hashana et, en beaucoup d’endroits, de Yom Kippour dans les communautés ashkénazes, italiennes et certaines communautés séfarades.  
Cette pièce liturgique juive, l’une des plus célèbres de la liturgie des Jours redoutables, a pour thème la crainte devant le jugement divin et l’insignifiance humaine devant la majesté divine, concluant sur un rappel que les plus sévères jugements divins peuvent être amendés par le don à autrui, le repentir et la prière. 
Elle est associée depuis le XIIe siècle au martyre du rabbin Amnon de Mayence qui l’aurait composée avant de rendre l’âme mais l’exhumation et l’étude des textes de la gueniza du Caire, ont permis de conclure qu’elle a été composée en terre d'Israël pendant sa domination par l'empire byzantin.

## Présentation du poème

### Historique
Une copie du poème a été mise à jour dans le Fragment Cambridge T-S H8.6, au sein d’une kerova composée pour l’office supplémentaire de Rosh Hashana, et dont il est la seule pièce utilisée actuellement. 
Son langage et l’emploi de ses thèmes et termes dans les piyyoutim d’Eléazar Hakalir, permettent une datation au VIIe siècle au plus tard. En raison de l’association entre Eléazar Hakalir et Yannaï dans le folklore juif médiéval et de la production par ce dernier d’un vaste corpus de qedoushtaot auxquelles se rattachent cette kerova, des spécialistes modernes du piyyout lui attribuent la paternité d’Ounetanè Toqef mais il pourrait être, selon d’autres, plus ancien encore.